# Кохановский, Януш
Януш Богумил Кохановский (пол. Janusz Bogumił Kochanowski; 18 апреля 1940, Ченстохова — 10 апреля 2010, Смоленск, Россия) — польский юрист, дипломат и омбудсмен Польши.

## Биография
Окончил факультет права и администрации Варшавского университета. В 1980 году он получил докторскую степень в области права.
В 1980—1991 годы был участником «Солидарности». С 1989 по 1991 годы служил в качестве эксперта сенатского комитета по правам человека и соблюдению законности. Выступал в качестве польского генерального консула в Лондоне, Великобритании с 1991 по 1995 год. Он принимал участие в работе по внесению поправок в Уголовный кодекс в 2000—2001 годах.
26 января 2006 сейм проголосовал за его избрание на должность Омбудсмена. 30 января того же года Сенат утвердил его кандидатуру. Вступил в должность 15 февраля 2006.
Погиб в результате авиационной катастрофы самолета президента Польши под Смоленском. 20 апреля 2010 года с почестями захоронен в семейной могиле на кладбище «Куле» в Ченстохове.

## Награды
- Командор со звездой ордена Возрождения Польши (2010 год, посмертно)[1]